# イングリッシュマン・イン・ニューヨーク
『イングリッシュマン・イン・ニューヨーク』（英: An Englishman in New York）は、2009年に製作されたイギリスの映画。
2009年（第18回）東京国際レズビアン&ゲイ映画祭（7月10日、17日）にてアジアで初上映された。オープニング作品。(10日)

## キャスト
- クエンティン・クリスプ：ジョン・ハート
- フィリップ・スティール：デニス・オヘア
- パトリック・アンガス：ジョナサン・タッカー
- コニー・クラウセン：スージー・カーツ
- ペニー・アーケイド：シンシア・ニクソン
- ジャーナリスト：ジェフ・アップルゲイト

## 受賞
- 2009年 - 第59回ベルリン国際映画祭（特別テディ賞）